# Montreux-Vieux
Montreux-Vieux – miejscowość i gmina we Francji, w regionie Grand Est, w departamencie Górny Ren.
Według danych na rok 1990 gminę zamieszkiwało 905 osób, 219 os./km².